# Nick Dong-Sik
Nick Dong-Sik (* 1974 in Seoul, Südkorea) ist ein deutscher Schauspieler.
Nick Dong-Sik studierte zunächst von 1994 bis 1996 Rechtswissenschaften an der Universität Erlangen.
Seine schauspielerische Ausbildung absolvierte er von 1996 bis 1999 bei Schauspiel München. Während dieser Zeit hatte er seine ersten Rollen in Kurzfilmen (Rotte Korah von Inga Nemetzveridse und Interrogator von Stefan Holtz). Es folgten Gastrollen in Serien (Küstenwache, Nikola, Alphateam, Lindenstraße, Mit Herz und Handschellen, Hausmeister Krause, Alarm für Cobra 11, Samt und Seide) sowie Fernsehfilme wie Mädchen über Bord, Hochzeit meines Vaters und Lars Montags Update 2056, als auch Kinofilme wie Mord ist mein Geschäft, Liebling, Ghosted, Mitten im Sturm und Ein ruhiges Leben – Die Mafia vergisst nicht (Una Vita Tranquilla).
In seiner langjährigen Tätigkeit als Schauspielcoach veröffentlichte er im September 2015 das Fachbuch „Camera Acting - Das Schauspiel-Training“ im  Herbert von Halem Verlag.
Nick Dong-Sik ist seit 2016 Leiter und Gesellschafter der Acting Studio Cologne GbR in Köln.

## Filmografie (Auswahl)
- 1998: Interrogator (Kurzfilm)
- 1998: Rotte Korah (Kurzfilm)
- 2001: Küstenwache (Fernsehserie, eine Folge)
- 2003: Mit Herz und Handschellen
- 2003: Alphateam
- 2003: Lassie
- 2004–2008: Lindenstraße (Fernsehserie, zehn Folgen)
- 2005: Mädchen über Bord
- 2006: Die Hochzeit meines Vaters
- 2006: Chinese Take Away
- 2006: Wilsberg: Falsches Spiel
- 2007: Kinder, Kinder
- 2007: Wilsberg: Unter Anklage
- 2007: 2057
- 2007: Angie
- 2007: Hausmeister Krause (Fernsehserie, eine Folge)
- 2009: Der Lehrer
- 2009: Mitten im Sturm
- 2009: Lasko – Die Faust Gottes (Fernsehserie, eine Folge)
- 2009: Die Pfefferkörner
- 2009: Mord ist mein Geschäft, Liebling
- 2009: Ghosted
- 2010: Notruf Hafenkante, Folge Wunderkind
- 2010: Ein ruhiges Leben – Die Mafia vergisst nicht
- 2011: Von Mäusen und Lügen
- 2012: Iron Sky
- 2013: Tatort: Die chinesische Prinzessin
- 2015: Tatort: Der Himmel ist ein Platz auf Erden
- 2017: Einstein
- 2018: Marie Brand und das Verhängnis der Liebe
- 2018: Tatort: Tod und Spiele
- 2018: Ein Fall für Zwei: Tod eines Piloten
- 2019: Kommissarin Lucas – Tote Erde
- 2019: 3 Engel für Charlie (Charlie’s Angels)
- 2021: Um Himmels Willen (Fernsehserie)
- 2021: Die Toten von Salzburg – Treibgut
- 2021: SOKO Stuttgart – Unsichtbare Gefahr
- 2024: SOKO Leipzig: Die Entscheidung